# ナイトセレクション
ナイトセレクションはNHK総合テレビジョンが1995年度・1996年度の2年間放送した深夜のアンコール放送の枠である。

## 概要
- NHKでは災害・事件[1]などの突発的な事象に対応するための編成を整備することを目的として、また視聴者からも、生活の多様化などから、特に帰宅の遅いサラリーマンや学生を中心に深夜放送を流してほしいという要望が強かったことなどから、それまで放送休止に当てていた深夜24時（午前0時）以後の番組放送1995年4月から開始した[2]。
- 最初の1年間は早朝5時から翌日の午前1時まで延長。その最後の1時間に当たる午前0時台に過去放送された番組をチャンネルに関係なく編成するアンコールアワーとして充てた。当枠では主に、NHKスペシャル、ETV特集、海外ドキュメンタリーなどの教養番組を中心に放送された。
- 1996年4月からはこれが好評だったため大幅に拡大。
  - まず0時台は地上波で放送された番組、放送日付上での最終便ニュース（0:55から1:00）を挟んで1時台は衛星放送の番組の中からアンコールを編成して放送した。
  - また、完全24時間放送実現へ向けた試験編成として、有事以外では初めて金曜日と土曜日の深夜（土曜日・日曜日の未明）は午前5時を基点とした24時間放送を行い、『週末特選』と題して金曜日はスポーツ、土曜日はドキュメントを主体としたアンコールアワーを集中編成した。これらの番組終了後、5時まではフィラー番組「映像散歩」を送り、5時直前に各局ID画面→日章旗とパラボラアンテナを写したオープニングIDが流れて、放送日付上の切り替えを行った。
- 1997年4月から待望の完全24時間放送となり、深夜アンコールはミッドナイトチャンネルとなるが、1997年度から1999年度までは曜日により0時台に「ナイトセレクション」を継続して放送。2000年の編成変更で完全にミッドナイトチャンネルへ統合された。

## 備考
- 1996年以後、年2回の放送設備メンテナンスがあった場合、週末を除いて午前1時まで（1996年秋は0時台）で放送を切り上げていた[3]。
- なおこの番組ができる前の1989年度に、「ジャストポップアップ」が金曜23:57.30 - 0:52にかけて放送され[4]、1990年度（燃えてトライアル[5]）・1991年度（週刊・ヤング情報[6]）も土曜日深夜の放送を延長（1992年度は実質的に一度中断）、1993年度・1994年度も、平日編成で放送曜日の上の最終番組扱いとなるNHKニュースが午前0時から5分間だけ行われ、その後0:05に放送終了となった例があったので、正式にはこの番組が史上初の日またぎ編成ではない。
  - それ以前の1990年度 - 1992年度に放送されたミッドナイトジャーナルも、当初は23:00から0:30の日またぎ編成が企画されていたが、予算の都合上実現しなかった。